# Johnny Szlykowicz
Johnny Szlykowicz, właściwie Johnny Szłykowicz (ur. 3 grudnia 1980 w Beaune) – polsko-francuski piłkarz grający na pozycji pomocnika w SR Delémont.

## Kariera
Piłkarską karierę rozpoczynał w AJ Auxerre, następnie trafił do FC Pau, później występował także w SR Delémont. W 2006 roku podpisał swój pierwszy zawodowy kontrakt, zostając graczem Neuchâtel Xamax. W sezonie 2006/2007 wywalczył ze swoim klubem awans do szwajcarskiej ekstraklasy. Z drużyny odszedł w 2009 roku i w sezonie 2009/2010 reprezentował barwy Lausanne Sports. Od lata 2010 roku ponownie jest zawodnikiem SR Delémont.
Jest synem Francuzki i Polaka. Jego ojciec, Zbigniew Szłykowicz również był piłkarzem. Występował m.in. w Zagłębiu Wałbrzych i AJ Auxerre.